# Lago Köthener
El lago Köthener (en alemán: Köthenersee) es un lago situado al sureste de la ciudad de Berlín, en el distrito rural de Dahme-Bosque del Spree, en el estado de Brandeburgo (Alemania), a una elevación de 43 metros; tiene un área de 148 hectáreas.